# Bharat Mata
Pour les articles homonymes, voir Mother India (homonymie).
Bhārat Mātā (en hindi, du sanscrit Bhāratāmbā भारताम्बा  ; अम्बा ambā signifiant « mère »), également connue sous le nom de Mother India en anglais, est la figure allégorique nationale de l'Inde, en tant que déesse mère. Elle est généralement représentée comme une femme vêtue d'un sari couleur safran, tenant le drapeau de l'Inde. Elle est parfois accompagnée d'un lion,,. 
Kalyani Devaki Menon, dans son ouvrage Everyday Nationalism: Women of the Hindu Right in India, affirme que « la vision de l'Inde en tant que Bharat Mata a de profondes implications pour la politique nationaliste hindou ». Représenter l'Inde comme une déesse hindoue suggère que la défense nationaliste de la pureté de la nation ne relève pas seulement d'un devoir patriotique mais aussi d'un devoir religieux adressé à tous les hindous. Cette association avec l'hindouisme provoque une controverse avec les minorités religieuses du pays, chrétienne mais surtout la population musulmane en Inde. 

La devise Bharat Mata ki Jai ' (« Victoire pour la mère Inde ») est utilisée par les forces armées indiennes. 

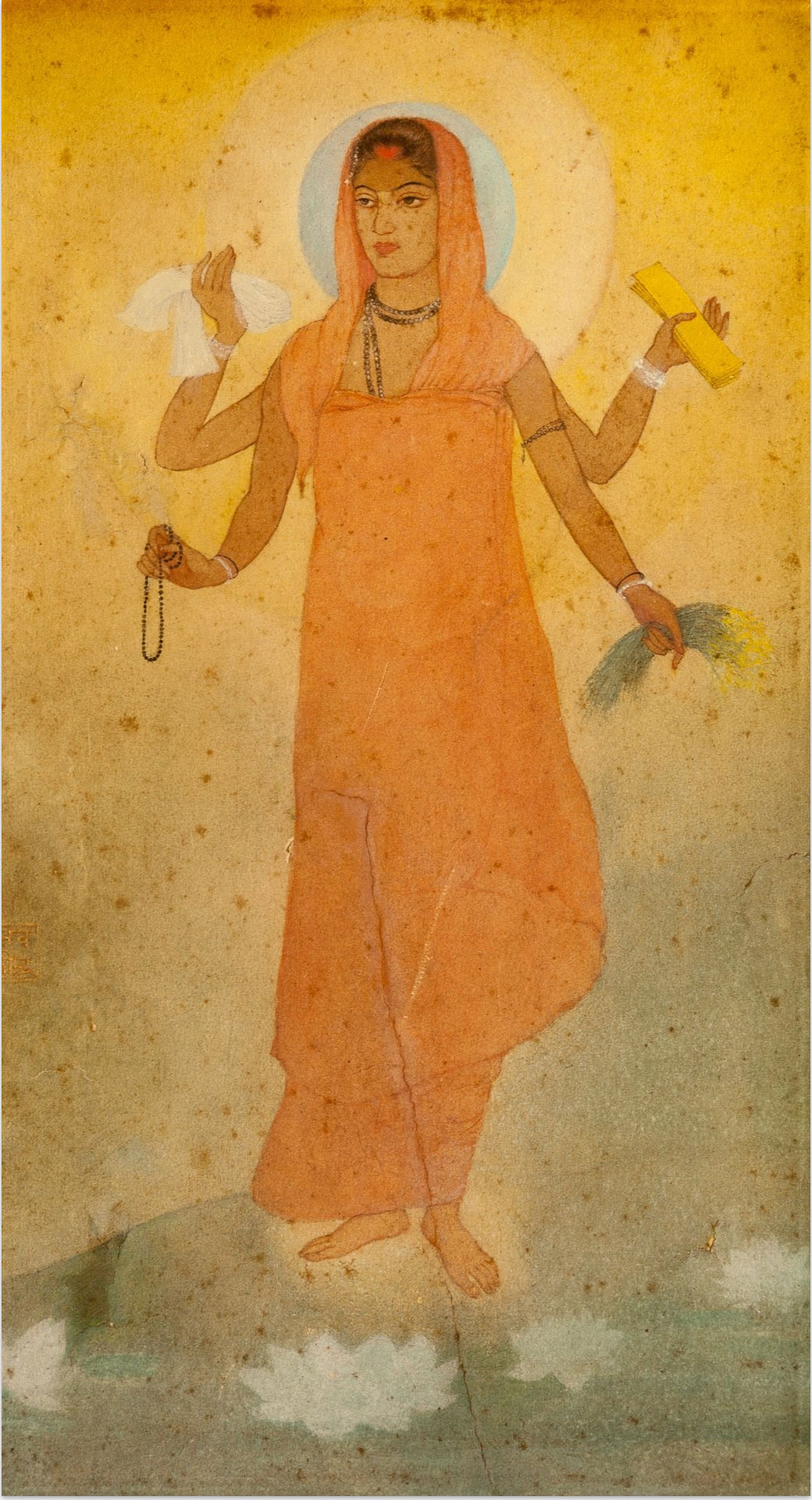
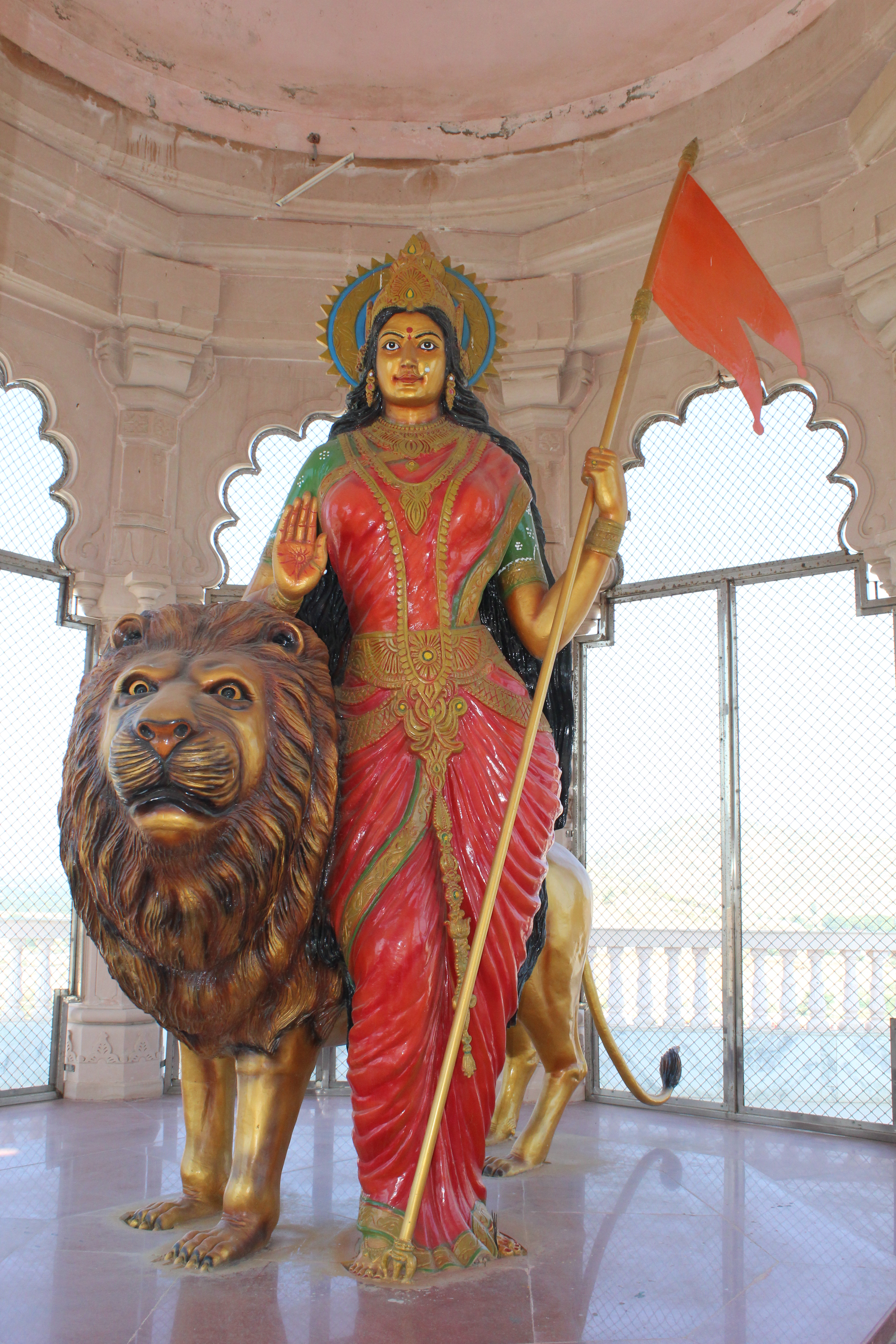
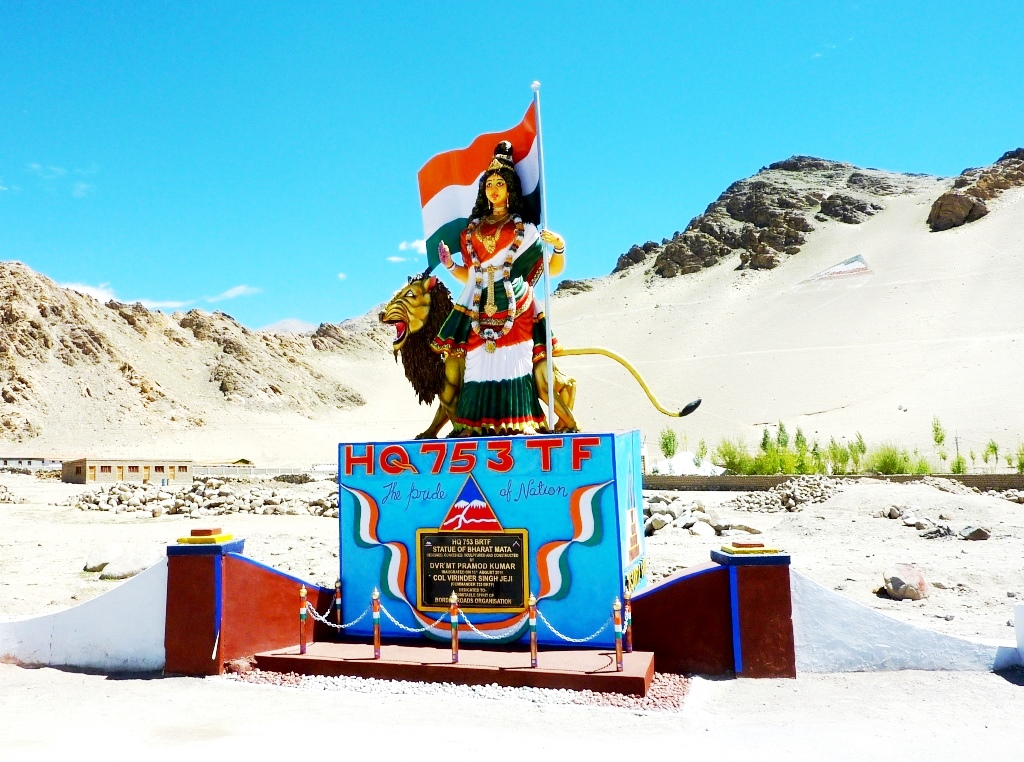